# Stamboom Marie van Saksen-Weimar-Eisenach (1849-1922)
Dit is de stamboom van Marie van Saksen-Weimar-Eisenach (1849-1922).
| Stamboom Marie van Saksen-Weimar-Eisenach (1849-1922)                             | Stamboom Marie van Saksen-Weimar-Eisenach (1849-1922)                                              | Stamboom Marie van Saksen-Weimar-Eisenach (1849-1922)                                              | Stamboom Marie van Saksen-Weimar-Eisenach (1849-1922)                                              | Stamboom Marie van Saksen-Weimar-Eisenach (1849-1922)                                              | Stamboom Marie van Saksen-Weimar-Eisenach (1849-1922)                                              | Stamboom Marie van Saksen-Weimar-Eisenach (1849-1922)                                              | Stamboom Marie van Saksen-Weimar-Eisenach (1849-1922)                                              | Stamboom Marie van Saksen-Weimar-Eisenach (1849-1922)                                              |
| --------------------------------------------------------------------------------- | -------------------------------------------------------------------------------------------------- | -------------------------------------------------------------------------------------------------- | -------------------------------------------------------------------------------------------------- | -------------------------------------------------------------------------------------------------- | -------------------------------------------------------------------------------------------------- | -------------------------------------------------------------------------------------------------- | -------------------------------------------------------------------------------------------------- | -------------------------------------------------------------------------------------------------- |
| Grootouders                                                                       | Karel Frederik van Saksen-Weimar-Eisenach (1783-1853) x 1804 Maria Romanov (1786-1859)             | Karel Frederik van Saksen-Weimar-Eisenach (1783-1853) x 1804 Maria Romanov (1786-1859)             | Karel Frederik van Saksen-Weimar-Eisenach (1783-1853) x 1804 Maria Romanov (1786-1859)             | Karel Frederik van Saksen-Weimar-Eisenach (1783-1853) x 1804 Maria Romanov (1786-1859)             | Willem II van Oranje-Nassau (1792-1849) x 1816 Anna Romanov (1795-1865)                            | Willem II van Oranje-Nassau (1792-1849) x 1816 Anna Romanov (1795-1865)                            | Willem II van Oranje-Nassau (1792-1849) x 1816 Anna Romanov (1795-1865)                            | Willem II van Oranje-Nassau (1792-1849) x 1816 Anna Romanov (1795-1865)                            |
| Ouders                                                                            | Karel Alexander van Saksen-Weimar-Eisenach (1818-1901) x 1842 Sophie van Oranje-Nassau (1824-1897) | Karel Alexander van Saksen-Weimar-Eisenach (1818-1901) x 1842 Sophie van Oranje-Nassau (1824-1897) | Karel Alexander van Saksen-Weimar-Eisenach (1818-1901) x 1842 Sophie van Oranje-Nassau (1824-1897) | Karel Alexander van Saksen-Weimar-Eisenach (1818-1901) x 1842 Sophie van Oranje-Nassau (1824-1897) | Karel Alexander van Saksen-Weimar-Eisenach (1818-1901) x 1842 Sophie van Oranje-Nassau (1824-1897) | Karel Alexander van Saksen-Weimar-Eisenach (1818-1901) x 1842 Sophie van Oranje-Nassau (1824-1897) | Karel Alexander van Saksen-Weimar-Eisenach (1818-1901) x 1842 Sophie van Oranje-Nassau (1824-1897) | Karel Alexander van Saksen-Weimar-Eisenach (1818-1901) x 1842 Sophie van Oranje-Nassau (1824-1897) |
| Marie van Saksen-Weimar-Eisenach (1849-1922) x 1876 Hendrik VII Reuss (1825-1906) | | | | | | | | |
| Kinderen                                                                          | Hendrik (1877)                                                                                     | Hendrik (1878-1935) x 1920 Marie Adelheid van Lippe (1895-1993)                                    | Hendrik (1879-1942)                                                                                | Hendrik (1879-1942)                                                                                | Johanna (1882-1883)                                                                                | Sophie (1884-1968) x 1909 Hendrik van Reuss (1887-1956)                                            | Hendrik (1887-1936)                                                                                | Hendrik (1887-1936)                                                                                |
| Kinderen                                                                          | Hendrik (1877)                                                                                     | Hendrik (1878-1935) x 1920 Marie Adelheid van Lippe (1895-1993)                                    | x 1913-1922 Victoria van Pruisen (1890-1923)                                                       | x 1929 Allene Tew (1876-1955)                                                                      | Johanna (1882-1883)                                                                                | Sophie (1884-1968) x 1909 Hendrik van Reuss (1887-1956)                                            | x 1911-1921 Marie van Saksen-Altenburg (1888-1947)                                                 | x 1921-1923 Marie Adelheid van Lippe (1895-1993)                                                   |
| Kleinkinderen                                                                     | -                                                                                                  | -                                                                                                  | Marie Louise (1915-1985) Hendrik II (1916-1993)                                                    | -                                                                                                  | -                                                                                                  | Hendrik I (1910-1982) Felicitas (1914-1989) Hendrik III (1919-1993)                                | Marie Helene (1912-1933)                                                                           | Hendrik V (1921-1980)                                                                              |